# Приморське (Каланчацька селищна громада)
Примо́рське (до 1946 року — Чурюм, крим. Çorum, Чорум) — село в Україні, у Каланчацькій селищній громаді Скадовського району Херсонської області. Населення становить 12 осіб.
24 лютого 2022 року село тимчасово окуповане російськими військами під час російсько-української війни.

## Назва
До 1946 року село було хутором, який мав назву Чурюм. Після геноциду кримськотатарського народу, указом Президії Верховної Ради УРСР хутір було перейменовано у Приморский, пізніше назву уточнено.

## Населення
Згідно з переписом УРСР 1989 року чисельність наявного населення села становила 17 осіб, з яких 8 чоловіків та 9 жінок.
За переписом населення України 2001 року в селі мешкало 12 осіб.

### Мова
Розподіл населення за рідною мовою за даними перепису 2001 року:
| Мова       | Відсоток |
| ---------- | -------- |
| українська | 91,67 %  |
| російська  | 8,33 %   |